# پیوس دوازدهم
پیوس دوازدهم (به انگلیسی: Pius XII) (زاده ۲ مارس ۱۸۷۶ – درگذشته ۹ اکتبر ۱۹۵۸) پاپ کلیسای کاتولیک از ۱۹۳۹ تا ۱۹۵۸ میلادی بود.

## کاردینالی

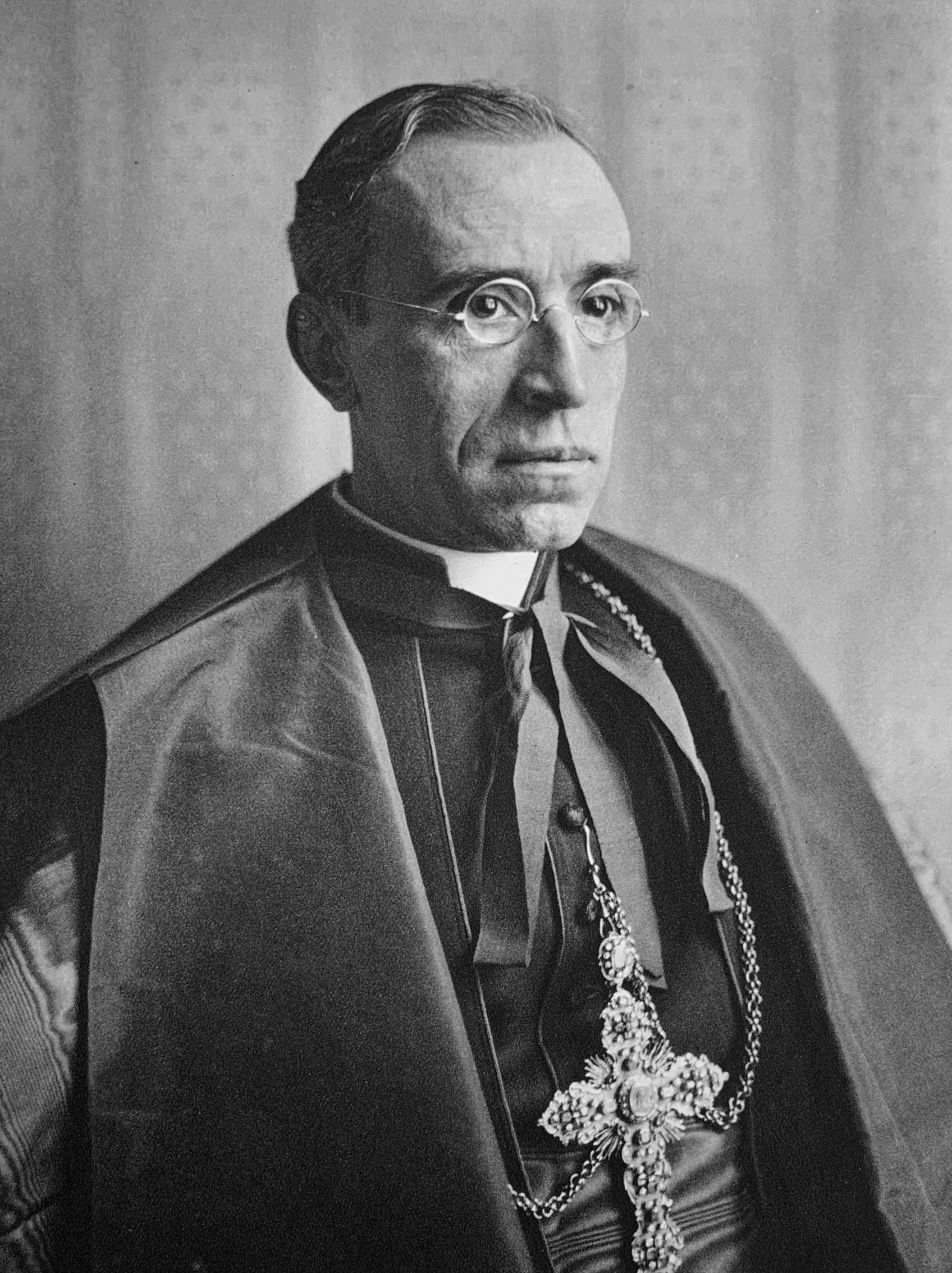
تصویری از پاپ اثر مالینا در ۱۹۳۰

یوجین پاچلی در رشته فلسفه اخلاق و الهیات مسیحی درس خواند و در سال ۱۹۰۱ وارد واتیکان شد. در سال ۱۹۱۷ یوجین پاچلی با سمت کاردینال و سفیر واتیکان در آلمان وارد امپراتوری آلمان شد و تا سال ۱۹۲۹ در آنجا زندگی کرد. سپس از از سال ۱۹۳۰ تا ۱۹۳۹ وزیر امور خارجه واتیکان بود. پس از آن که آدولف هیتلر در سال ۱۹۳۳ قدرت را در دست گرفت وی که در آن زمان کاردینال بود با نماینده هیتلر ملاقات کرد و با او توافق کرد که آنان در انجام کارهای مذهبی خود آزاد باشند. به شرطی که قانون جدایی دین از سیاست را رعایت کنند.

## در جایگاه پاپ

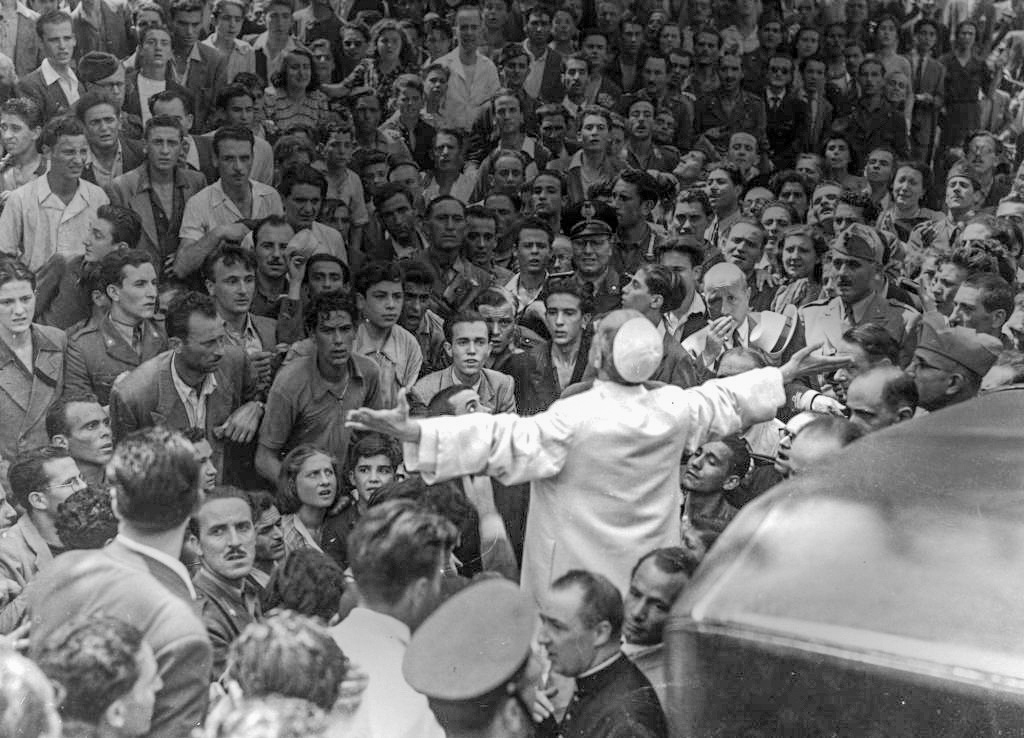
«...و در میان سن لورنزو بالهایش را گشود.» این تصویر از پیو دوازدهم بطور سنتی از دیدار محله سن لورنزو در ۲۰ جولای ۱۹۴۳ گزارش شده است. در حقیقت، ۱۳ آگوست متوالی در میدان بازیلیکای سنت جان لاتران گرفته شده است.

### کمک به یهودیان
در سال ۱۹۳۹ و با مرگ پیوس یازدهم، کاردینال یوجین پاچلی به عنوان پاپ برگزیده شد. این در حالی بود که سخت‌گیری علیه یهودیان آغاز شده بود. در همان دوران کلیسای کاتولیک برای نزدیک ۳۰۰۰ یهودی اروپایی روادیدی ورود به برزیل را صادر کرد؛ به شرط آن که آن‌ها غسل تعمید داده شده و مسیحی شوند. نزدیک دو سوم از این گروه پس از ورود به برزیل دوباره به آئین یهودی بازگشتند و این رویداد، جنجال فراوانی بر پا کرد.

### سازش با هیتلر
در بهار سال ۱۹۴۰ ربی اسحق هرزوق؛ خاخام اعظم یهودیان فلسطین در نامه‌ای از پاپ پیوس خواست تا به پشتیبانی از یهودیان اسپانیا که به آلمان بازگردانده می‌شدند بپردازد. اما پاپ با استدلال این که در امور سیاسی دخالت نمی‌کند سکوت کرد. ربی اسحق چندبار دیگر درخواست خود را تکرار کرد اما هیچ پاسخی از واتیکان دریافت نکرد. پاپ همچنان در برابر درخواست سفیر ویژه آمریکا در سال ۱۹۴۱ دربارهٔ محکوم کردن قساوت و بی‌رحمی آلمان نازی موضعی مشابه گرفت که «بیطرفی ما اقتضا می‌کند که سکوت کنیم».
در سال ۱۹۴۱ در پاسخ به پرسش مارشال فرانسوی که از او دربارهٔ قوانین ضد یهود پرسیده بود گفت: نژادپرستی در کل محکوم است اما ما از قوانین سرپیچی نمی‌کنیم و آن را مطرود نمی‌شماریم.
در اوت ۱۹۴۲ زمانی که بیش از ۲۰۰ هزار یهودی اوکراینی کشته شدند اسقف اعظم اوکراین نامه‌ای به پاپ پیوس نوشت و از او خواست که رژیم آلمان را محکوم کند. پاپ در پاسخ به او آیاتی از انجیل را نوشت و او را به صبر بر مصائب همراه با شکیبایی و طمأنینه دعوت کرد. گروه‌ها و شخصیت‌های بسیاری از پاپ خواستند که خشونت نازی‌ها را محکوم کند اما او همچنان خودداری می‌کرد. تا آن که در دسامبر ۱۹۴۲ در بیانیه‌ای، به‌طور کلی خشونت و افراطی‌گری را نفی کرد.
زمانی که مخالفان، دلیل واضحی برای سکوت، از او خواستند سخنگویش اعلام کرد که چون نازی‌ها علیه کمونیست می‌جنگند او مایل نیست که آشکارا به مخالفت با آنان برخیزد. پس از بالا گرفتن فشار افکار عمومی، پاپ در یک سخنرانی رادیویی به مناسبت کریسمس، مسئله خشونت به دلیل نژاد و ملیت را ناخوشایند دانست، اما حاضر نشد به شکل واضح نامی از یهودیان یا خشونت‌های دولت آلمان ببرد. بی‌تفاوتی پاپ نسبت به آزار یهودیان کاملاً آشکار بود.

### کمک به یهودیان
در ۸ سپتامبر ۱۹۴۳ زمانی که آلمان‌ها پادشاهی ایتالیا را به تصرف خود درآوردند واتیکان در شرایط تازه‌ای قرار گرفت. پس از این رویداد، سفیر ویژه آمریکا با پاپ پیوس دیدار کرد و به او گوشزد نمود که این سکوت می‌تواند به جایگاه معنوی او خدشه وارد کند. پاپ می‌دانست که به زودی یهودیان از ایتالیا اخراج خواهند شد.
در همین رابطه ۴۷۷ یهودی در واتیکان و ۴۲۳۸ یهودی در صومعه‌ها پنهان شدند. او به صومعه‌ها و کلیساها دستور داد تا ساختمان خود را در اختیار یهودیان آواره بگذارند. حتی اگر این مسئله به بهای گزافی برای آنان تمام شود. بین ۴ تا ۷ هزار یهودی در ۱۸۰ مکان که تا به امروز شناخته شده‌اند اسکان داده شده یا تغییر لباس داده یا خوابیدند. شمار زیادی یهودی در کاستل گاندولفو که کاخ ییلاقی پاپ پیوس بود پذیرش و درمان شدند. همچنین پاپ خودروی شخصی خود را برای کمک به فرار یهودیان اختصاص داد. پیوس دوازدهم، تماس با نهضت مقاومت آلمان را تا پایان جنگ، نگه داشت.
اگر چه علی‌رغم این رفتار در ۱۶ اکتبر همان سال، ۱۰۰۷ یهودی ایتالیایی که بیشتر آن‌ها زن و کودک بودند در رم دستگیر و به اردوگاه آشویتس فرستاده شدند.
پاپ پیوس از دولت‌های آمریکای لاتین خواست که چند هزار روادید فوری برای مهاجرت یهودیان اروپا صادر کنند. همچنین آن‌ها ۶ هزار کودک یهودی را به فلسطین فرستادند. اگر چه پاپ در نامه‌ای که برای اعزام این گروه فرستاده بود یادآوری کرد که رفتار او هرگز به معنای پذیرفتن اندیشه صهیونیسم نیست و بدین ترتیب او در آخرین سال‌های حکومت نازی‌ها به پشتیبانی از یهودیان پرداخت. اما رفتارش در طول سال‌های ۱۹۳۳ تا ۱۹۴۴ همواره یکی از بحث‌برانگیزترین مسائل در تاریخ واتیکان بوده‌است.

## تقدس
در سال ۱۹۶۵ پاپ پل ششم روند قدیس‌ شدن پاپ پیوس را آغاز کرد. پاپ ژان پل دوم در سال ۱۹۹۰ او را «بنده خدا» نامید. این نخستین گام از چهار گام در کلیسای کاتولیک برای قدیس اعلام کردن است. در سال ۲۰۰۷ پاپ بندیکت شانزدهم؛ رهبر کلیسای کاتولیک، در موعظه‌ای که به مناسبت پنجاهمین سالگرد درگذشت پاپ پیوس دوازدهم ایراد کرد از قدیس‌شدن و تقدس پشتیبانی کرد. بندیکت شانزدهم گفت دعا می‌کند که روند تبرک و اعلام تقدس پاپ پیوس، به خوشی پیش رود. در سال ۲۰۰۹ بندیکت شانزدهم، پیوس دوازدهم را ارجمند خواند.
تبرک و اعلام تقدس یک روحانی کاتولیک، آخرین گام در رسیدن او به جایگاه قدیس در کلیسای کاتولیک است. این تبرک بسیار بحث‌انگیز بود. پاپ بندیکت شانزدهم گفت که پاپ پیوس دوازدهم بی‌صدا و پنهانی برای نجات جان یهودیان کار می‌کرد تا جلوی بدتر شدن وضع شود و شمار بیشتری از یهودیان را نجات دهد. در سال ۲۰۰۷ میلادی، ۱۵ کاردینال و ۱۵ اسقف اعظم واتیکان با اکثریت آرا، رای به آمرزش پیوس دوازدهم دادند.

## میراث
در موزه یَد و شِم در اورشلیم که با هدف نگهداری یاد و آثار قربانیان جنایات آلمان نازی و حفظ اسناد و آثار فاجعه نسل‌کشی یهودیان برپا شده‌است، در شرح عکسی از پاپ پیوس دوازدهم، از وی به عنوان فردی که «سکوت در برابر جنایات نازی‌ها علیه یهودیان کرده‌است»، یاد می‌شود.
میراث یوجین پاچلی در جایگاه پاپ پیوس دوازدهم همواره باعث تنش در روابط اسرائیل و واتیکان بوده‌است.

## نگارخانه

در سال ۱۸۸۲
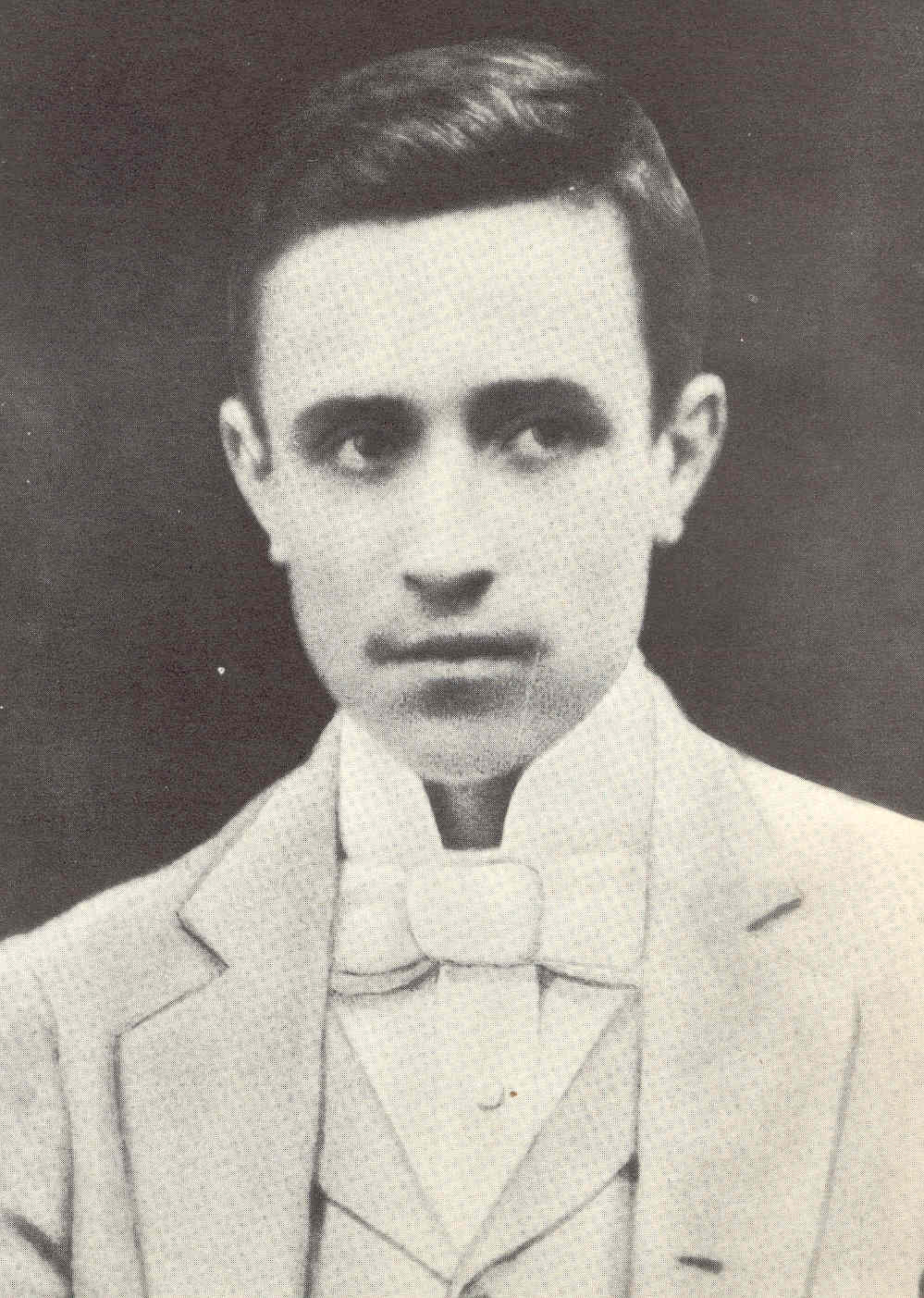
در نوجوانی (۱۸۹۴)
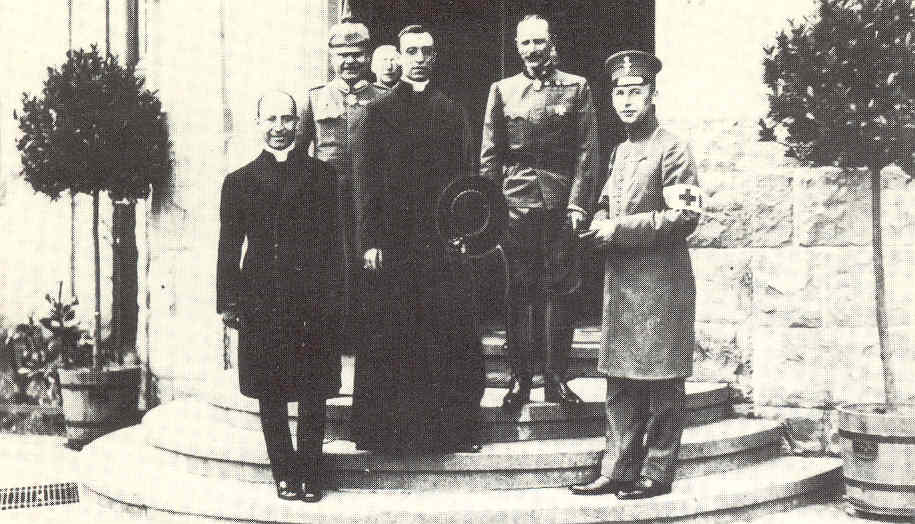
در سال ۱۹۱۷ پس از دیدار با قیصر امپراتوری آلمان، ویلهلم دوم
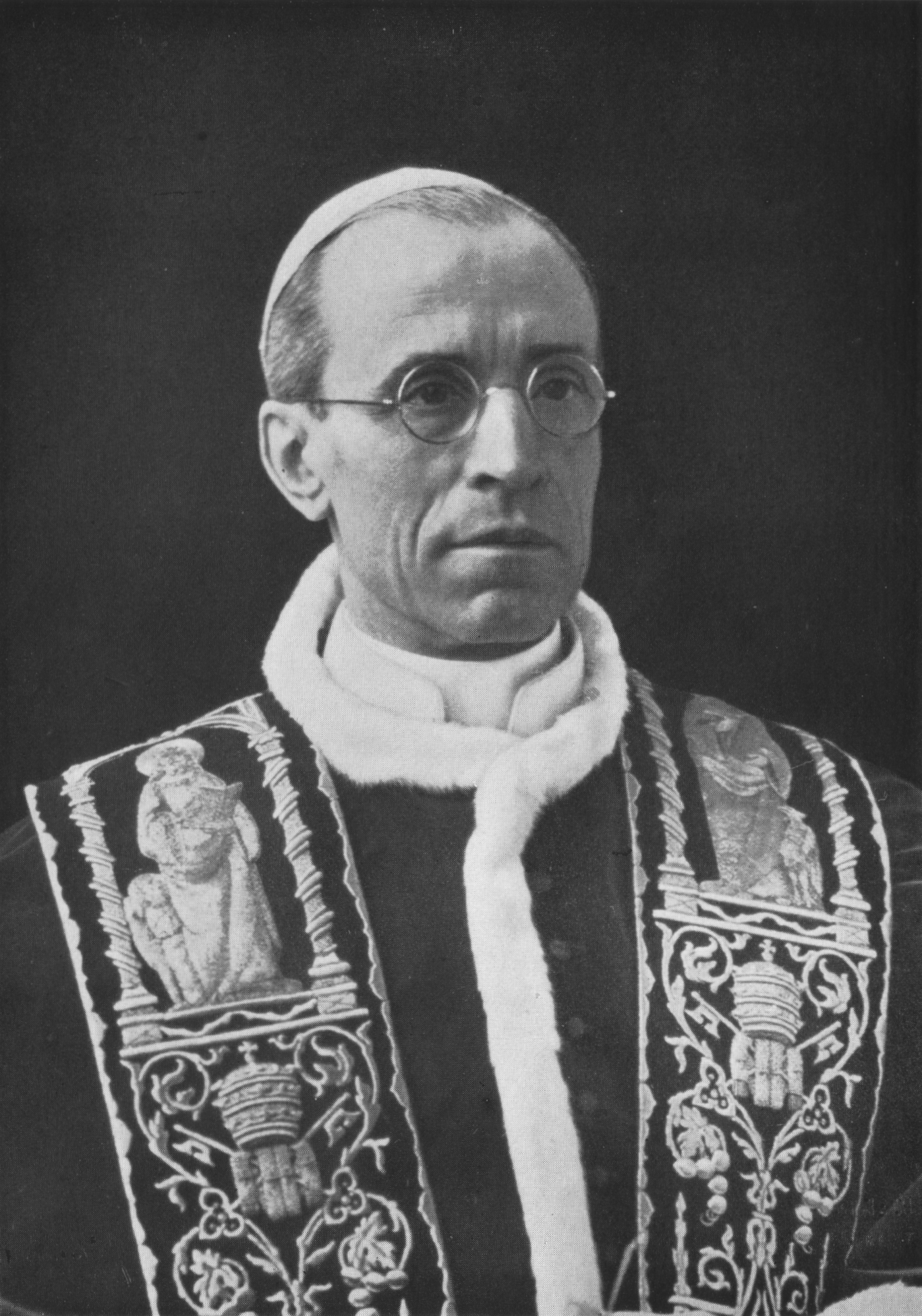
در سال ۱۹۳۹
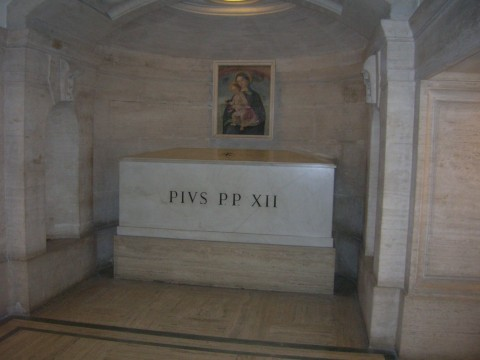
سنگ قبر